# 夏尔·德·贡托-比龙

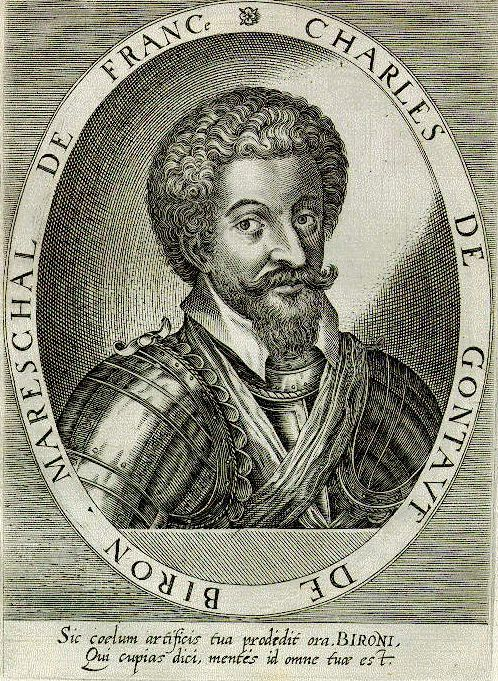
比龙公爵

夏尔·德·贡托，比龙公爵（法語：Charles de Gontaut, Duc de Biron，法語發音：[ʃaʁl də ɡɔ̃to dyk də biʁɔ̃]；1562年—1602年7月31日），阿尔芒·德·贡托-比龙之子。因卓越的戰功而在1594年获法国元帅衔，1595年成為勃艮第統治者，但因為意圖讓勃艮地脫離法國而獨立，1602年以叛亂罪在意大利米蘭被斩首。

## 傳記
夏尔·德·貢托在法國宗教戰爭替王室作戰，特別是亨利四世在1589年即位為法王之後，與其父一同支持了新任國王並為其戰。夏爾的勇猛無畏和戰功讓他獲得「法國雷霆」（拉丁文：Fulmen Galliae）之譽（特別是1590年伊夫里戰役的表現）；夏爾在1592年當上海軍上將（同年父親戰死），亨利四世為表彰他在
阿爾克和伊夫里戰役的戰功，1594年授予他法國元帥的稱號。1595年他擔任勃艮第總督，替換掉前總督──反波旁的天主教聯盟前領袖馬耶納公爵，幫亨利四世壓下一個心腹之患。
之後他奪取博讷、欧坦、欧松和第戎，在方丹弗朗赛斯战役中取得傑出成就。他於1596年被派往佛兰德、皮卡第和阿爾圖瓦跟西班牙人打仗。在1598年於布魯塞爾與西班牙簽訂韦尔万和平條約，結束法國宗教內戰，並受封為公爵。
儘管他為亨利四世立下顯赫戰功，但自那時起他私通西班牙和薩伏依，以反對波旁王朝之名，意圖分裂法國為數個省，並讓勃艮地獨立，使自己成為勃艮地的主權君主。儘管有這樣的陰謀，他仍主持反對薩伏依公爵的遠征隊(1599-1600)，密謀被發現後，比龙承認了他做的一切；亨利原諒他，並在1600年和1601年分別派他出使瑞士和英國，代表法王亨利四世向英國傳達亨利將迎娶義大利貴族玛丽·德·美第奇之訊息。
但是，國王的仁慈並未打動比龙，他與布永公爵在內的幾個貴族策畫陰謀，聯合反對亨利四世的。他們打算在西南各省散布謠言煽動人民，在那裏掀起一場暴動。國王很快就了解這一密謀，在1600年，他被誘騙至巴黎後，國王要求比龙承認自己的罪刑，允諾自己可以再次原諒他；但這次比龙回說已無話可答。亨利四世非常氣憤，將他逮捕並關在巴士底獄，之後以叛國罪判死刑，1602年7月31日在米蘭被斬首。